# Абидо
Абидо (фр. Abidos) је насељено место у Француској у региону Аквитанија, у департману Атлантски Пиринеји.
По подацима из 2011. године у општини је живело 235 становника, а густина насељености је износила 76,8 становника/km².

## Демографија
| 1962. | 1968. | 1975. | 1982. | 1990. | 2011. |
| ----- | ----- | ----- | ----- | ----- | ----- |
| 255   | 226   | 184   | 187   | 188   | 235   |